# 1283

## Události
- 23. květen –Václav II. po vykoupení z braniborského zajetí slavnostně vjel do pražských bran
- V průběhu roku se navrátila královna vdova Kunhuta k pražskému dvoru. Zároveň s ní se vrátil Záviš z Falkenštejna a pravděpodobně i jejich syn Jan (Ješek) z Falkenštejna.
- První písemná zmínka o Zvoli v královéhradeckém kraji.

## Narození
- cca duben – Markéta I. Skotská, královna Skotska († září až říjen 1290)
- ? – Isabela Kastilská, královna aragonská, sicilská, valencijská a vévodkyně bretaňská († 24. července 1328)

## Úmrtí
- 6. dubna – Petr I. z Alenconu, syn francouzského krále Ludvíka IX. (* 1251)
- 9. dubna – Markéta Skotská, norská královna jako manželka Erika II. (* 28. února 1261)
- 11. srpna – Blanka Navarrská (1226), bretaňská vévodkyně a zakladatelka cisterciáckého kláštera Joie (* 1226)
- Karma Pakši, tibetský mnich, 2. karmapa školy Karma Kagjü (* 1204)
- Ludgarda Meklenburská, kněžna poznaňská a velkopolská (* 1260/61)

## Hlava státu
- České království – Václav II.
- Svatá říše římská – Rudolf I. Habsburský – Alfons X. Kastilský
- Papež –
- Anglické království – Eduard I.
- Francouzské království – Filip III.
- Polské knížectví – Lešek II. Černý
- Uherské království – Ladislav IV. Kumán
- Kastilské království – Alfons X. Moudrý
- Portugalské království – Dinis
- Byzantská říše – Andronikos II. Palaiologos